# X Liceum Ogólnokształcące im. Ignacego Jana Paderewskiego w Katowicach
X Liceum Ogólnokształcące im. Ignacego Jana Paderewskiego Akademickie w Katowicach – publiczne liceum ogólnokształcące, mieszczące się przy ulicy K. Miarki 6 w Katowicach, w dzielnicy Zawodzie.
Jego początki sięgają 1947 roku. Szkoła bierze udział w projektach międzynarodowych, a także skupia liczne koła zainteresowań. Podtrzymywana jest także pozycja szkoły zaangażowanej w projekty pozaszkolne, poprzez udział w różnych programach współpracy na płaszczyźnie edukacyjnej. W 2019 roku X Liceum Ogólnokształcące uzyskało status liceum akademickiego. Patronem liceum jest Ignacy Jan Paderewski.

## Historia

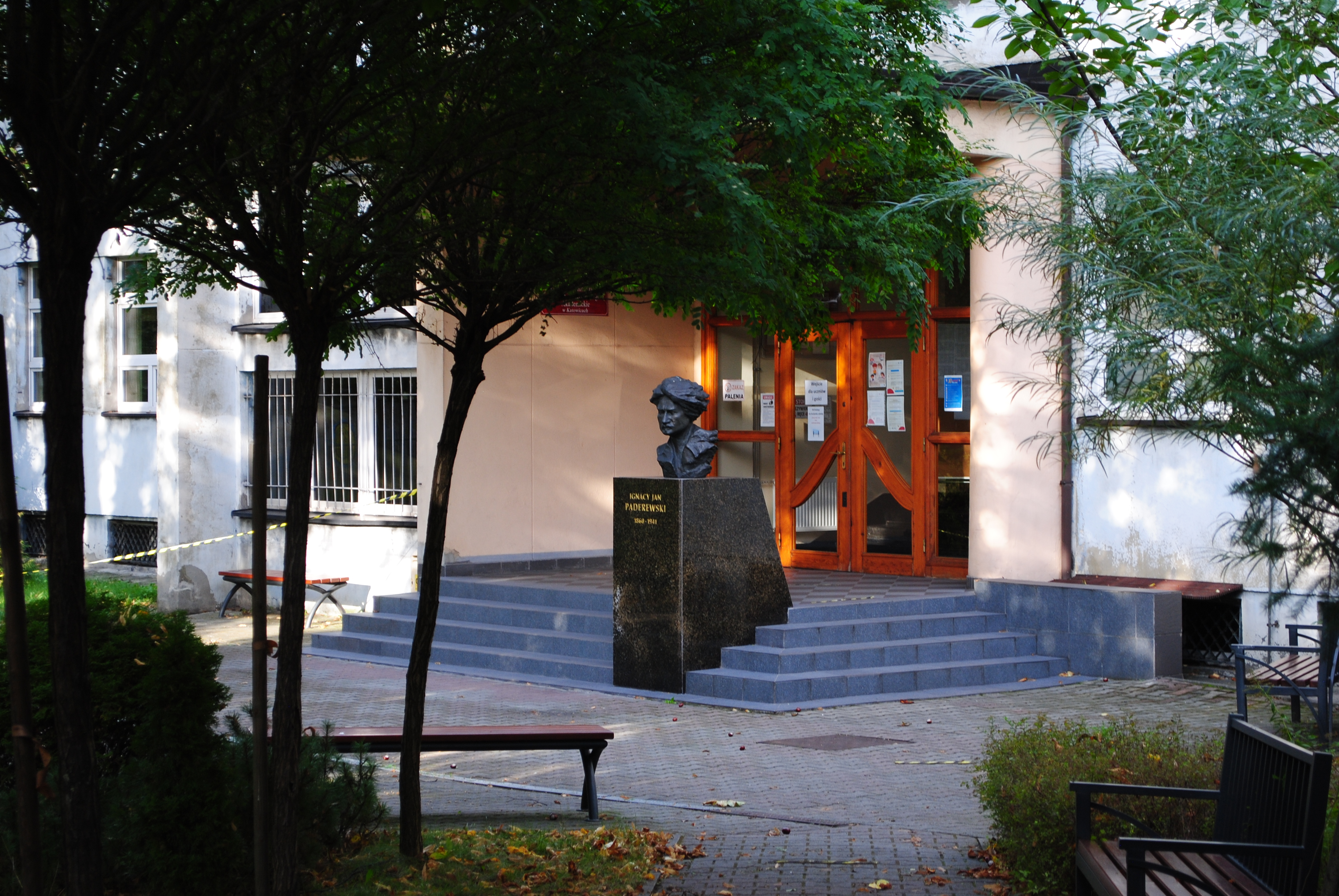
Wejście do gmachu X Liceum Ogólnokształcącego; przed wejściem znajduje się popiersie przedstawiające patrona szkoły, będącego nim od 1993 roku – Ignacego Jana Paderewskiego

W 1947 roku w Katowicach-Zawodziu, w okolicy dzisiejszego Uniwersytetu Ekonomicznego w Katowicach, na terenie pomiędzy Rawą i Fabryką Lamp Żarowych „Helios” władze miejskie Katowic wydzieliły teren pod budowę nowej szkoły ogólnokształcącej, tzw. „jedenastolatki”, tj. szkoły łączącej 7-klasową szkołę podstawową i 4-klasowe liceum ogólnokształcące. Szybko rozpoczęto prace budowlane – budynek został oddany do użytku 1 marca 1949 roku. Uroczystego otwarcia dokonał prezydent Katowic Aleksander Willner w dniu 24 kwietnia 1949 roku. W nowym gmachu nauczanie rozpoczęło 329 uczniów, którzy odbywali już naukę zastępczą w budynku przy ulicy S. Staszica w Katowicach. Na początku otwarto siedem klas szkoły podstawowej i dwie klasy liceum ogólnokształcącego. Pierwszą maturę zorganizowano w 1952 roku, a przystąpiło do niej 24 abiturientów.
W czasach Polski Ludowej szkoła naznaczona była specyfiką mocnego ideologicznego – komunistycznego zabarwienia (aktyw Związku Młodzieży Polskiej i Związku Socjalistycznej Młodzieży Polskiej), jakie widoczne było u samych początków. Powstawała ona pod egidą Towarzystwa Przyjaciół Dzieci. Z TPD szkoła pozostała powiązana do 1956 roku. W tym też roku szkoła otrzymuje nazwę: „Szkoła Podstawowa i Liceum Ogólnokształcące Nr 1 w Katowicach”.
W 1967 roku przeprowadzono reformę szkoły, oddzielając szkołę podstawową i przenosząc ją do innej siedziby, pozostawiając w budynku przy ulicy K. Miarki jedynie liceum ogólnokształcące. W tym roku liceum zyskało swoją charakterystyczne „X” (Dziesiąte LO), a także zaznaczała się mocniej specyfika nauczania przedmiotów humanistycznych jako elementu będącego priorytetem szkoły. W 1968 roku szkole nadano patrona – generała Aleksandra Zawadzkiego, członka PPR i PZPR.
W dniu 17 grudnia 1973 roku szkoła obchodziła swoje 25-lecie i z tej okazji zaprojektowano logo szkoły, którego autorem był uczeń klasy 3A Tomasz Łuczyński.
X Liceum Ogólnokształcące z biegiem czasu zaczęło brać udział w projektach międzynarodowych, co zalicza się do specyfiki szkoły od lat 70. XX wieku, gdy rozpoczęto nauczanie języka węgierskiego wraz ze współpracą międzyszkolną ze szkołami z Miszkolca i okolic. Nauczanie języka węgierskiego wprowadzono 29 października 1973 roku przy wspólnej inicjatywie z Ambasadą Węgierską w Polsce i Węgierskim Instytutem Kultury. Nauczanie tego języka prowadzono przez następne 20 lat.
W 1986 roku w X Liceum Ogólnokształcącym otwarto jedną z pierwszych pracowni informatycznych w oparciu o komputery ZX Spectrum, a program nauczania wdrożyła Krystyna Śmigielska po ukończeniu studiów podyplomowych organizowanych przez Instytut Kształcenia Nauczycieli w Warszawie.
Dotychczasowy patron szkoły został zniesiony w wyniku dekomunizacji. W 1993 roku nowym patronem został kompozytor i premier Ignacy Jan Paderewski. Uroczystość nadania patrona odbyła się 18 listopada 1993 roku z udziałem m.in. wiceprezydenta Katowic dr. Adama Kasprzyka i wicekuratora Andrzeja Króla.
W pierwszej sesji nowej matury w 2005 roku, maturzyści uzyskali najlepszy w województwie śląskim wynik z języka polskiego.
Od 2018 roku, we współpracy z Uniwersytetem Śląskim, w klasie językowej prowadzone są obowiązkowe zajęcia z języka chińskiego. Podtrzymywana jest pozycja szkoły zaangażowanej w projekty pozaszkolne, przez udział w różnych programach współpracy w warstwie edukacyjnej. W 2019 roku uzyskało status liceum akademickiego i od września funkcjonuje pod nazwą X Liceum Ogólnokształcące im. I.J. Paderewskiego Akademickie w Katowicach.
W 2022 roku zakończyły się prace termomodernizacyjne gmachu X Liceum Ogólnokształcącego. W ramach tych prac ocieplono ściany zewnętrzne, wykonano izolację przeciwwilgociową, ocieplono poddasze i dach sali gimnastycznej, wymieniono instalację odwodnieniową, stolarkę okienną i drzwiową, zmodernizowano oświetlenie zewnętrzne, zainstalowano instalacje fotowoltaiczne i dostosowano gmach do osób niepełnosprawnych.

## Dyrektorzy
- Marian Puz (1948–1949)[3]
- Bolesław Warcholik (1949)[3]
- Mieczysław Stanaszek (1949–1950)[3]
- Stanisław Rączka (1950)[3]
- Franciszek Parcer (1950–1954)[3]
- Maria Skarbek (1954)[3]
- Agnieszka Perła (1955–1958)[3]
- Maria Skarbek (1958–1972)[2]
- Władysław Pieczonka (1972–1973)[2]
- Krystyna Szaraniec (1973–1979)[2]
- Józefa Bromowicz (1979–1989)[2]
- Arkadiusz Mazur (1989–2012)[3]
- Barbara Nowak (od 2012)[7]

## Charakterystyka

Logo X Liceum Ogólnokształcącego

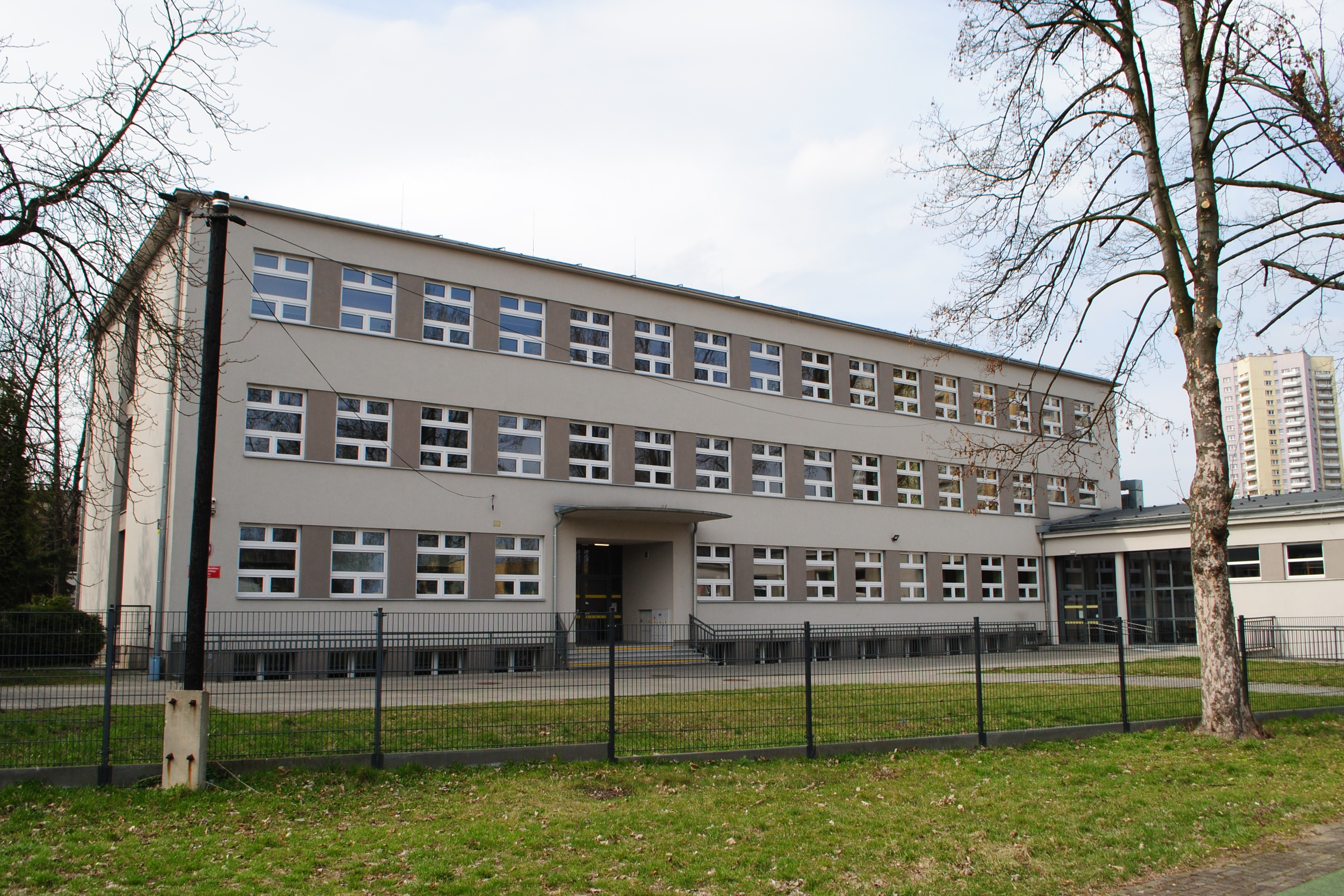
Bud. X Liceum Ogólnokształcącego od strony wschodniej (2025)

X Liceum Ogólnokształcące im. Ignacego Jana Paderewskiego Akademickie w Katowicach jest szkołą publiczną, której siedziba znajduje się przy ulicy K. Miarki 6 w Katowicach, na terenie dzielnicy Zawodzie. Patronem szkoły od 1993 roku jest Ignacy Jan Paderewski. W 2022 roku dyrektorem szkoły była Barbara Nowak, zaś wicedyrektorem Jacek Durski. W 2013 roku w szkole uczyło się łącznie 484 uczniów, w tym 310 licealistek i 174 licealistów, a w tym czasie pracowało 40 nauczycieli.
W liceum nauczane są następujące języki obce: angielski, niemiecki, hiszpański, francuski, rosyjski, chiński i łaciński.
X Liceum Ogólnokształcące im. I.J. Paderewskiego Akademickie w Katowicach współpracuje w porozumieniu z regionalnymi uczelniami oraz instytucjami kultury, pośród których są m.in.: Śląski Uniwersytet Medyczny w Katowicach, Wyższa Szkoła Technologii Informatycznych w Katowicach, Akademia Górnośląska im. Wojciecha Korfantego w Katowicach, Uniwersytet Ekonomiczny w Katowicach, Teatr Śląski im. S. Wyspiańskiego w Katowicach, Pedagogiczna Biblioteka Wojewódzka im. J. Lompy w Katowicach czy Akademia Śląska.
W liceum tym prowadzone są szkolne koła zainteresowania, w tym: Języka Niemieckiego, Miłośników Filozofii, Fotograficzne, Informatyczne, Historii Sztuki, Matematyczne czy Psychologii Społecznej. Działają tu też: Szkolna Grupa Teatralna, Szkolny Klub Filmowy, Szkolny Klub Sportowy i zespół muzyczno-wokalny.
W rankingu liceów prowadzonych przez portal edukacyjny WaszaEdukacja.pl X Liceum Ogólnokształcące im. I.J. Paderewskiego Akademickie w Katowicach w 2023 roku było notowane na 10 pozycji w skali całego miasta, zaś w skali ogólnopolskiej było ono na 701 pozycji.

## Znani pracownicy
- Feliks Netz – poeta, pisarz i prozaik[15]
- Franciszek Parcer – dyrektor szkoły w latach 1950–1954[3]

## Znani absolwenci
- Aleksandra Adamska – aktorka[16]
- Marek Durmała – dziennikarz TVP[11]
- Roman Fonfara – hokeista[17]
- dr inż. arch. Andrzej Grzybowski – rektor Akademii Śląskiej[11]
- Piotr Gutkowski – muzyk[11]
- Ewa Kołodziej – polityk, posłanka na Sejm RP[18]
- Olga Pałka-Ślaska – graficzka, Kierownik Katedry Grafiki na ASP w Katowicach[19]
- Marcin „Abradab” Marten – raper[11]
- Michał „Joka” Marten – raper[11]
- Anna Sekudewicz – dziennikarz radiowy[11]
- dr Andrzej Szteliga – radca-minister, Ambasada RP w Paryżu
- prof. dr hab. inż. Józef Szczepan Suchy – dziekan AGH w Krakowie, wiceprezes Naczelnej Organizacji Technicznej[11]
- Jerzy Sztwiertnia – reżyser filmowy[11]
- prof. dr hab. Janusz Leszek Wywiał – Uniwersytet Ekonomiczny w Katowicach[11]
- Ewa Ziętek – aktorka[11]